# برندا بلتین
برندا بلتین (انگلیسی: Brenda Anne Bottle؛ زاده ۲۰ فوریهٔ ۱۹۴۶) یک هنرپیشه اهل انگلستان است. وی از سال ۱۹۸۰ میلادی تاکنون مشغول فعالیت بوده‌است.

## فیلم‌شناسی
از فیلم‌ها یا برنامه‌های تلویزیونی که وی در آن نقش داشته‌است، می‌توان به ورا، جنگ و صلح، در بستر هم‌آغوشی، دوست داشتنی و شگفت‌انگیز، غرور و تعصب، کفاره، قصه‌گو، مری و مارتا، دو مرد در شهر، پیکادلی جیم و موسیقی از اتاقی دیگر اشاره کرد.

## جوایز و افتخارات
- برنده بفتای بهترین بازیگر نقش اول زن برای فیلم رازها و دروغ‌ها در سال ۱۹۹۶
- کاندیدای اسکار بهترین بازیگر مکمل زن برای فیلم لیتل ویس در سال ۱۹۹۸
- کاندیدای بفتای بهترین بازیگر مکمل زن برای فیلم غرور و تعصب در سال ۲۰۰۵